# Bistum Vilkaviškis
Das Bistum Vilkaviškis (lateinisch Dioecesis Vilkaviskensis, litauisch Vilkaviškio vyskupija) liegt im westlichen Litauen, am linken Ufer der Memel und grenzt an das Erzbistum Kaunas, Erzbistum Vilnius, Bistum Kaišiadorys, Bistum Ełk (Polen) und Bistum Hrodna (Belarus) bzw. Gebiet Kaliningrad (Russland). Das Bistum Vilkaviškis gehört zur Kirchenprovinz Kaunas.
Bis 1926 gehörte das Gebiet des Bistums zum Bistum Łomża.
Der Bischofssitz ist in Vilkaviškis. Der derzeitige Bischof ist Rimantas Norvila.

## Dekanate
Das Bistum ist eingeteilt in sieben Dekanate: 
- Dekanat Aleksotas
- Dekanat Alytus
- Dekanat Lazdijai
- Dekanat Marijampolė
- Dekanat Prienų
- Dekanat Šakiai
- Dekanat Vilkaviškis

Es gibt 106 Pfarrgemeinden. 91 % von 403.000 Einwohnern des Bistums Vilkaviškis waren katholisch (Staatliche Umfrage 2002). Im Jahre 2003 werden von der Caritas fünf Altersheime, zehn Tageszentren für Kinder und eine Armenküche betreut.

## Bischöfe
- 1926–1940 Mečislovas Reinys, Koadjutor
- 1926–1947 Antanas Karosas
- 1940–1944 Vincentas Padolskis, Koadjutor
- 1947–1949 Vincentas Vizgirda, Administrator
- Mai 1949 – März 1989 durch das Erzbistum Kaunas verwaltet
- 18. März 1989 – 5. Januar 2002 Juozas Žemaitis MIC
- seit 5. Januar 2002 Rimantas Norvila

## Persönlichkeiten
- Jurgis Matulaitis (1871–1927), Seliger
- Vincas Bartuška (1917–2010), Apostolischer Protonotar, Professor für Kanonisches Recht